# Петруц, Эманоил
Эманоил Петруц (рум. Emanoil Petruț; 6 февраля 1932, Мэрэшешти, Королевство Румыния — 8 августа 1983, Бухарест) — румынский актёр театра, кино, телевидения и озвучивания.

## Биография
Играл в самодеятельности с юности. В 1948 году за счет Мэрэшешти был отправлен на учёбу на театральный факультет в Яссы. Через год перевёлся в Институт театра и кинематографии в Бухаресте, который окончил в 1953 году.
После его окончания, в 1953 и 1957 годах играл на сцене театра «Nottara», затем в столичном Национальном театре.
В кино дебютировал ещё будучи студентом в 1951 году, в фильме «У нас в селе» режиссёра Жана Джорджеску. Хотя в следующие несколько лет активно снимался в таких фильмах, как «Битва за Рим», «Замок за радугой» и «Северино», Э. Петруц, в основном, выступал на театральной сцене. Играл в пьесах как румынских, так зарубежных классиков в том числе, Барбу Штефанеску Делавранча, Богдана Петричейку Хашдеу, Льва Толстого, Генрика Ибсена и др.
В течение 18 лет сценической деятельности на сцене Национального театра в Бухаресте сыграл более 100 спектаклей и был удостоен нескольких театральных премий.
Снялся в 54 кино- и телефильмах.
Похоронен на кладбище Беллу. 

## Избранная фильмография
- Brigada lui Ionuț (1954)
- Тревога в горах / Alarmă în munți (1955) — Михай Дурау
- Cu fata spre public (1956)
- Тайна шифра / Secretul cifrului (1959) — капитан Уля
- Франко-порт / Porto-Franco (1961)
- Тудор / Tudor (1963) — Тудор Владимиреску
- Merii sălbatici (1964)
- Воспоминания детства / Amintiri din copilărie (1965) — отец
- Поцелуй / Sărutul (1965)
- 6-й раунд / Runda 6 (1965)
- Amprenta (1967)
- Dacii (1967) — dublaj de voce
- Похищение девушек / Răpirea fecioarelor (1968) — Амза
- Месть гайдуков / Răzbunarea haiducilor (1968) — Амза
- Молодость без старости / Tinerețe fără bătrânețe (1968)
- Битва за Рим / Lupta pentru Roma I (1968) — Тейя, король остготов

- Frații (1970)
- Михай Храбрый / Mihai Viteazul (1971) — дублирование
- Отправление / Decolarea (1971)
- Чистыми руками / Cu mîinile curate (1972) — коммунистический активист
- Ciprian Porumbescu (1973)
- Провал «Голубой змеи» / Aventurile lui Babușcă (1973) — пилот вертолёта, главарь банды контрабандистов по прозвищу «Рама де маре»
- Парашютисты / Parașutiștii (1973) — Василиу, командующий парашютно-десантными войсками
- Кантемир / Cantemir (1973) — капитан Тоадер
- Три секретных письма / Trei scrisori secrete (1974) — бригадир из секции сборки
- Братья Ждер / Frații Jderi (1974) — монах Никодим
- Странный агент / Agentul straniu (1974) — полковник Сэвулеску
- De bună voie și nesilit de nimeni (1974)
- Штефан Великий – 1475 год / Ștefan cel Mare — Vaslui 1475 (1975) — иеромонах Никодим
- Побег / Evadarea (1975) — полковник фон Шток, командир немецкого лагеря
- Страсть / Patima (1975) — племянник двоюродной сестры Дионисии Поповичи
- Тревога в дельте / Alarmă în deltă (1975) — Присакару
- Александра и ад / Alexandra și infernul (1975) — румынский генерал
- Вечерние гости / Oaspeți de seară (1976) — генерал
- Война за независимость / Războiul independenței (ТВ сериал) (1977) — Брэтиану, Йон|Йон Брэтиану,

- Северино / Severino (1978) — Доминго
- Aurel Vlaicu (1978) — Спиру Харет, профессор и политик
- Pentru patrie (1978)
- Реванш / Revanșa (1978)
- Господарь Влад / Vlad Țepeș (1979) — Армасул Стойка
- Мгновение / Clipa (1979)
- Последний рубеж смерти / Ultima frontieră a morții (1979) — Андрей Коман
- Бледный свет скорби / Lumina palidă a durerii (1980) — Попа Петре
- Буребиста Burebista (1980)
- Янку Жиану-гайдук / Iancu Jianu zapciul (1981) — Тудор Владимиреску
- Янку Цзяну вне закона / Iancu Jianu haiducul (1981) — Тудор Владимиреску
- Молчание глубин / Liniștea din adîncuri (1982)
- Белая тьма / Întunericul alb (1982)
- Femeia din Ursa Mare (1982)
- Вильгельм Завоеватель / Cucerirea Angliei (1982)
- lecarea Vlașinilor (1983)
- Întoarcerea Vlașinilor (1984)
- Racheta albă (1984) (ТВ сериал)

## Награды
- 1967 — Орден «За заслуги перед культурой»[рум.] III степени (Румыния)
- 1971 — Орден «За заслуги перед культурой»[рум.] II степени (Румыния)
- 1971 — Премия ACIN
- 1964 — премия кинофестиваля в Мамая

## Память
- В его честь назван Дом культуры города Мэрэшешти.